# Giovanni Gaspare Pedoni
Giovanni Gaspare Pedoni o Pedone (Luganese, seconda metà del XV secolo – dopo il 1520) è stato uno scultore italiano.

## Biografia
Scultore rinascimentale formatosi nell'ambiente culturale milanese, fu attivo soprattutto a Cremona, dove è documentato dal 1499 al 1520 e dove ha lasciato la maggior parte delle opere note. Tra i lavori cremonesi, in particolare, si ricordano quelli a palazzo Raimondi, dove tra il 1501 e il 1502 scolpì anche due camini in seguito trasferiti uno nel palazzo comunale della città e uno nel Castello Trecchi di Maleo.

## L'equivoco vasariano e le sue conseguenze
Gran parte della letteratura artistica antica, dal XVII al XIX secolo, assegna al Pedoni l'esecuzione dei raffinati intagli marmorei sulla facciata della chiesa di Santa Maria dei Miracoli, attribuzione non supportata da alcuna fonte documentaria né da riscontri stilistici, così come nulla provi che lo scultore sia mai stato a Brescia. L'origine di questa corrente di pensiero è da ricondurre a Giorgio Vasari il quale, nelle sue Vite de' più eccellenti pittori, scultori, e architettori, tra le pagine dedicate agli artisti bresciani, parlando di scultura accenna esclusivamente proprio al luganese Pedoni, "che ha fatto molte cose in Cremona e in Brescia [...] che sono belle e laudabili". Giorgio Vasari equivoca molto probabilmente sull'identità dell'artista, confondendo per omonimia Gaspare Pedoni e Gasparo Cairano, il principale esponente della scultura rinascimentale bresciana.
Al momento della visita a Brescia e della compilazione delle pagine ad essa dedicate, Vasari è certo a conoscenza del De Sculptura di Pomponio Gaurico, dove è nominato il "Gaspar Mediolanensis" autore dei Cesari della Loggia. Tuttavia, è probabile che nessun bresciano sia stato in grado di raccontargli di più circa questo scultore, almeno stando all'ignoranza palesata dalle pur erudite fonti locali dell'epoca, tanto più che il gusto scultoreo era ormai radicalmente mutato con la rivoluzione manierista di Jacopo Sansovino. Non casualmente, infatti, l'unico scultore bresciano ricordato dal Vasari è Giacomo Medici, discepolo del Sansovino. Disponendo, in aggiunta, di informazioni sull'attività del Pedoni nella vicina Cremona, probabilmente il Vasari finisce per far coincidere le due personalità, identificando in Gaspare Pedoni luganese, cioè milanese, il "Gaspar Mediolanensis" del Gaurico e, forse, attribuendo l'ignoranza locale all'origine forestiera dello scultore.
L'equivoco sull'attività bresciana del Pedoni viene quindi completato circa duecento anni dopo, con la pubblicazione, nel 1774, delle Notizie istoriche de' pittori, scultori ed architetti cremonesi di Giovanni Battista Zaist, in cui l'autore, trattando di Gaspare Pedoni, muove il passo verso Brescia per cercare conferma alla flebile citazione del Vasari. È dunque lo Zaist ad attribuire allo scultore milanese l'intera facciata del santuario dei Miracoli di Brescia, in quanto "sembra che quest'Opera corrisponda all'altre sue, che abbiam qui esistenti in Cremona, e fatte da lui circa gli stessi tempi, siccome così parla Giorgio Vasari". L'attribuzione elaborata dallo Zaist avrà pesantissime ricadute sulla letteratura artistica nazionale, la quale tra l'altro necessitava del nome di uno scultore per colmare il vuoto ancora aperto, o quasi, sulla paternità dell'opera.